# Family Law (US-amerikanische Fernsehserie)
Family Law, im deutschsprachigen Raum vereinzelt im Pay-TV auch unter dem Titel Frauenpower ausgestrahlt, ist eine US-amerikanische Fernsehserie. Die Serie, die von Paul Haggis erdacht wurde, wurde in den Jahren 1999 bis 2002 in drei Staffeln ausgestrahlt.

## Inhalt
Die Serie dreht sich um das Leben einer frisch geschiedenen Anwältin für Familienrecht, deren Exmann ebenfalls Anwalt war und eine Kanzlei mit ihr zusammen betrieb. Nicht nur warf er sie aus der Kanzlei, er band auch alle Mandanten an sich. Daher versucht sie, mit ihrer eigenen Kanzlei durchzustarten.

## Trivia
Die Serie war offensichtliche Vorlage der deutschen RTL-Produktion Die Familienanwältin. Bei der ersten Folge/Pilotfolge handelte es sich praktisch um einen 1:1-Nachdreh in deutscher Fassung.